# Hemilepton
Hemilepton är ett släkte av musslor som beskrevs av Alexandre Édouard Maurice Cossmann 1911. Hemilepton ingår i familjen Leptonidae.
Släktet innehåller bara arten Hemilepton nitidum.